# Унтердисен
Унтердисен (нем. Unterdießen) — община в Германии, в земле Бавария. 
Подчиняется административному округу Верхняя Бавария. Входит в состав района Ландсберг-на-Лехе. Подчиняется управлению Фуксталь.  Население составляет 1375 человек (на 31 декабря 2010 года). Занимает площадь 12,79 км².
Коммуна подразделяется на 3 сельских округа.

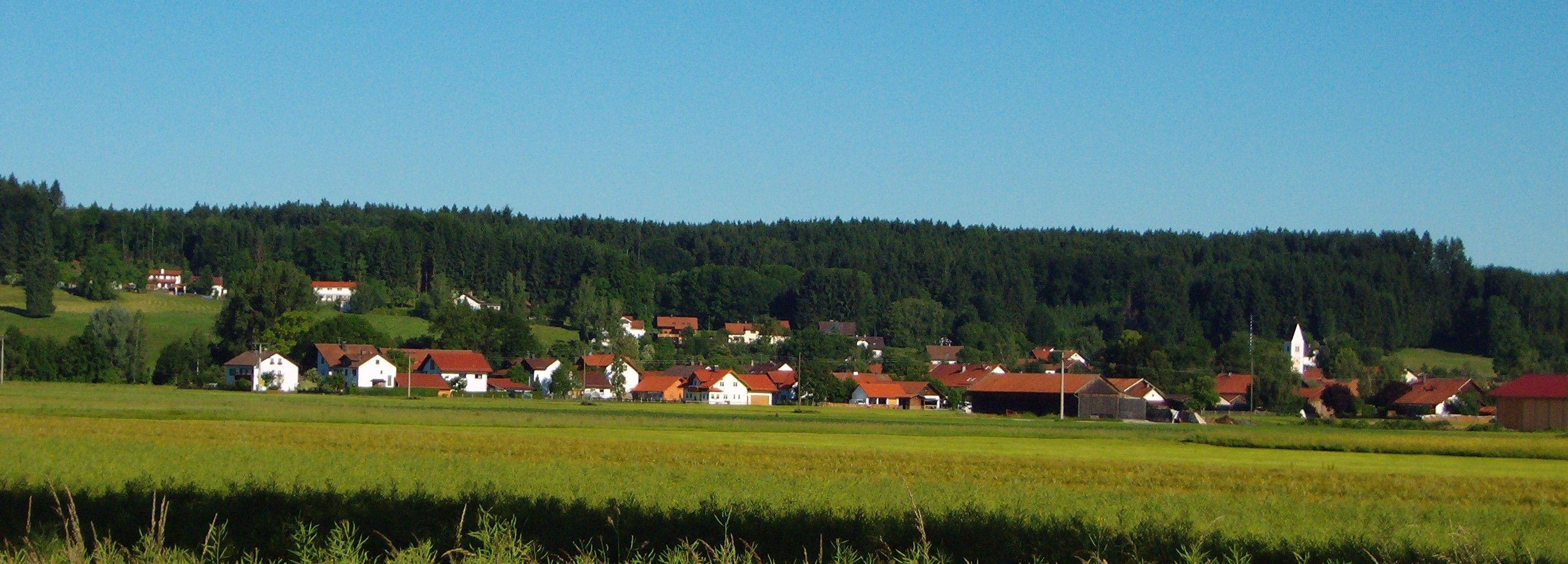
Унтердисен

## Население
По оценке на 31 декабря 2015 года население общины Унтердисен составляет 1436 чел. 

| Дата      | 1840 | 1871 | 1900 | 1925 | 1939 | 1950 | 1961 | 1970 | 1987 | 2011 |
| --------- | ---- | ---- | ---- | ---- | ---- | ---- | ---- | ---- | ---- | ---- |
| Население | 676  | 654  | 623  | 759  | 643  | 1090 | 835  | 878  | 1026 | 1347 |

| Год       | 1960 | 1970 | 1980 | 1990 | 2000 | 2009 | 2010 | 2011 | 2012 | 2013 | 2014 | 2015 |
| --------- | ---- | ---- | ---- | ---- | ---- | ---- | ---- | ---- | ---- | ---- | ---- | ---- |
| Население | 823  | 887  | 951  | 1081 | 1279 | 1377 | 1375 | 1330 | 1362 | 1383 | 1402 | 1436 |